# François Morel-Deville
François Morel-Deville (né à Annecy le 15 mai 1910 et mort à Clamart le 26 septembre 1968) est un officier français, compagnon de la Libération.

## Biographie
Son père est Paul Morel-Deville, capitaine mort au combat en 1915.

## Décorations
- Commandeur de la Légion d'honneur
- Compagnon de la Libération par décret du 1er février 1941
- Croix de guerre 1939–1945 (6 citations)
- Croix de guerre des Théâtres d'opérations extérieurs (2 citations)
- Croix de la Valeur militaire (3 citations)
- Médaille coloniale
- Médaille commémorative de Syrie-Cilicie
- Croix militaire (GB)
- Ordre de l'Armée Populaire - 2e classe (Yougoslavie)